# Меморіальні дуби (2)
Меморіальні дуби (2) — ботанічна пам'ятка природи місцевого значення. Об'єкт розташований на території Нової Каховки Херсонської області, біля будинку культури .
Площа — 0 га, статус отриманий у 1983 році.